# Aphrissa schausi
Aphrissa schausi is een vlindersoort uit de familie van de Pieridae (witjes), onderfamilie Coliadinae.
Aphrissa schausi werd in 1926 beschreven door Avinoff.